# George Harrison
George Harrison (Liverpool, 25 de febrerode 1943-Los Ángeles, 29 de noviembre de 2001) fue un músico multiinstrumentista, compositor, cantautor, productor musical, productor cinematográfico, actor, filántropo, activista pacifista, ecologista, guitarrista y cantante británico de la banda de rock The Beatles. Aunque John Lennon y Paul McCartney fueron los principales compositores dentro del grupo, Harrison también incluyó composiciones propias en los discos de The Beatles, tales como «Not Guilty», «Don't Bother Me», «You Like Me Too Much», «Think For Yourself», «If I Needed Someone», «Love You To», «I Want to Tell You», «Blue Jay Way», «Piggies», «Long Long Long», «Savoy Truffle», «Only a Northern Song», «For You Blue», «I Need You», «Taxman», «I Me Mine», «Within You Without You», «Old Brown Shoe», «It's All Too Much», «While My Guitar Gently Weeps», «Something» y «Here Comes the Sun» y una en un sencillo de la banda anterior a The Beatles, llamada The Quarry Men, compuso «In Spite of All the Danger» junto a Paul McCartney.
Las influencias musicales más tempranas de Harrison incluyeron músicos como Big Bill Broonzy, Chet Atkins, Chuck Berry, Ry Cooder y Buddy Holly. En 1965, fue pionero en introducir música hindú en occidente a través de instrumentos como el sitar, que tocó en canciones como «Norwegian Wood (This Bird Has Flown)» y «Within You Without You». Harrison tuvo también un especial interés por la cultura y religión hindú a través del movimiento Hare Krishna e introdujo a sus compañeros de The Beatles a la filosofía oriental a través del maharishi Mahesh Yogi, determinante en la evolución musical del grupo desde la grabación de The White Album (1968).
Tras la disolución de The Beatles, Harrison publicó All Things Must Pass (1970), el primer álbum de un beatle en solitario que alcanzó el primer puesto en la lista Billboard 200. Este álbum contó con la participación de varios músicos, entre ellos Ringo Starr a la batería y Eric Clapton a la guitarra. La producción estuvo a cargo del mismo George Harrison y Phil Spector, quien trabajó junto a los Beatles en el álbum Let It Be. También organizó, con Ravi Shankar, The Concert for Bangladesh (1971), el primer concierto benéfico de la historia de la música rock y precursor de eventos benéficos como Live Aid. A lo largo de su carrera obtuvo varios éxitos musicales con sencillos como «My Sweet Lord», «What is Life», «Give Me Love (Give Me Peace on Earth)» y «Got My Mind Set on You», participó como guitarrista en grabaciones de una larga lista de músicos y grupos como Badfinger, Ronnie Wood, Billy Preston y Eric Clapton, y cofundó con Bob Dylan, Jeff Lynne, Roy Orbison y Tom Petty el supergrupo Traveling Wilburys. Su trayectoria musical ha sido reconocida con varios premios: entró en el Salón de la Fama del Rock and Roll de forma póstuma en 2006, y la revista Rolling Stone lo situó en el puesto 11 de la lista de los cien guitarristas más grandes de todos los tiempos.
De forma paralela a su trabajo como músico, Harrison también trabajó como productor musical y cinematográfico. En 1974 fundó Dark Horse Records, un sello independiente bajo el que publicó sus discos desde Thirty Three & 1/3 (1976) hasta Brainwashed (2002), y creó HandMade Films, una productora que financió largometrajes como La vida de Brian y Time Bandits.
Harrison contrajo matrimonio en dos ocasiones: con Pattie Boyd, de quien se divorció en 1977, y con Olivia Trinidad Arias, con quien tuvo su primer y único hijo, Dhani. En noviembre de 2001, Harrison falleció a los 58 años tras sufrir un cáncer de pulmón, y sus cenizas fueron esparcidas en una ceremonia privada en los ríos Ganges y Yamuna.

## Biografía

### 1943-1960: los primeros años
George Harrison nació el 25 de febrerode 1943 en el 12 de Arnold Grove, Liverpool, Inglaterra, en el seno de una familia católica y de ascendencia irlandesa por parte de su madre, Louise. Fue el único Beatle cuya infancia no fue empañada por la muerte o el divorcio de sus padres. Su padre, Harold Harrison, había sido marino hasta que abandonó su puesto y desempeñó el de conductor de autobús.
Acudió a la escuela infantil Dovedale Road, cerca de Penny Lane, al mismo tiempo que John Lennon, aunque por la diferencia de edad no se conocieron. A los once años, tras pasar una prueba, le fue concedida una plaza en el Liverpool Institute for Boys, edificio hoy en día convertido en el Liverpool Institute for Performing Arts, en el cual conoció a Paul McCartney. A los doce años, poco antes de dar inicio el curso, fue ingresado en el hospital debido a una nefritis. Durante su convalecencia compró su primera guitarra, una Egmond, a un compañero de Dovedale, Raymond Hughes, por 3 libras y 10 chelines.
Poco después, al tiempo que se hacía con su primera "guitarra decente", una Hofner President, forma su primer grupo tras el auge del skiffle: The Rebels, junto a su hermano Peter y Arthur Kelly. Entre los artistas que influyen en su forma de tocar destacan Chuck Berry, Elvis Presley, Little Richard, Buddy Holly, Fats Domino, Bill Halley, Eddie Cochran, Lonnie Donegan y Chet Atkins.
Tras abandonar la escuela en 1959, alternó durante poco tiempo su afición a la música con un trabajo de aprendiz de electricista. Su formación ayudó a hacer de Harrison el miembro más eficaz del grupo a la hora de experimentar nuevos sonidos y de arreglar equipos. A mediados de los 60, fue el primero en equipar su casa de Esher con un estudio personal donde podría componer y trabajar con mayor eficacia.

### The Quarrymen
George vio a la banda por primera vez durante un concierto el 6 de febrero de 1958 en el Wilson Hall. Más adelante, Harrison ofreció una audición para The Quarrymen con el objeto de unirse a ellos en marzo de ese mismo año. Lennon pensaba que Harrison era demasiado joven para formar parte de la banda, por lo que McCartney organizó otro encuentro donde su amigo volvió a interpretar canciones para ellos. Gracias a la insistencia de McCartney, Lennon accedió a que Harrison, de quince años de edad, fuera el guitarrista de The Quarrymen. Después de un malentendido que causó discordia entre los miembros de la banda, Griffithes la abandonó. Tiempo después, McCartney mostró su primera canción, "I've Lost My Little Girl" a Lennon, quien quedó "sumamente impresionado", según palabras de Shotton. Más adelante, Duff Lowe, otro amigo de McCartney se unió a la banda ocupando el lugar de pianista en el verano de 1958. En los primeros días de The Quarrymen, McCartney animó a Harrison a que se uniera. Al comienzo, y debido a su corta edad, era visto con desdén por los otros miembros del grupo. En un principio, Harrison no podía considerarse como un guitarrista virtuoso, si bien el hecho de que supiera suficientes acordes para tocar varios temas hizo que John Lennon lo aceptara en el grupo. Pese a ello, a mediados de los 60, la práctica hizo de Harrison un guitarrista más fluido y creativo, realizando las labores de guitarrista principal y rítmico. Más adelante, entrados los 70, el sonido que conseguía con la steel guitar se convertiría en su sello personal.

### 1960-1970: The Beatles

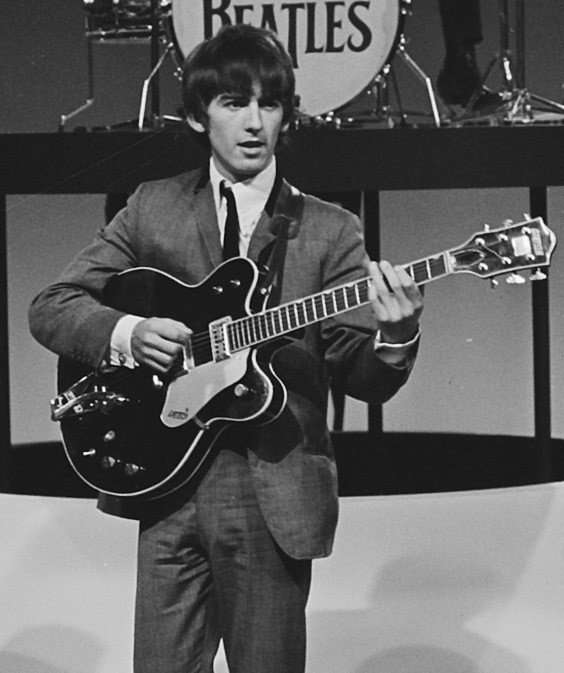
Harrison actuando en Países Bajos el 5 de junio de 1964

Tras la consolidación de los Quarrymen a The Beatles luego de que varios miembros abandonasen la banda y con la llegada de Stuart Sutcliffe en el bajo y Pete Best en la batería, Harrison con los demás miembros se aventuraría a una serie de conciertos en Hamburgo, Alemania. Durante la estadía Harrison perfeccionó su estilo, pero con 17 años siendo menor de edad había ingresado al país ilegalmente y cuando los Beatles comenzaron a tocar en el club Top-Ten, rompen así su contrato que tenían con el club Kaiserkeller y Harrison en consecuencia es delatado y deportado a su país, pero retorna a Hamburgo un año después tras cumplir 18 años.
Harrison fue el primero de los Beatles en viajar a los Estados Unidos con el fin de visitar a su hermana, Louise, en Benton (Illinois), en septiembre de 1963, cinco meses antes de la aparición del grupo en The Ed Sullivan Show. Durante la visita, George visitó una tienda de discos y compró varios sencillos sin que el dueño lo reconociera debido al escaso conocimiento que tenían los estadounidenses de la música pop británica; nadie pudo venderle un disco de los Beatles. A su regreso a Inglaterra, comentó a sus compañeros de grupo que sería difícil cosechar el éxito en Estados Unidos.
Durante la Beatlemanía, Harrison fue caracterizado como el "Beatle tranquilo" o el "Beatle Silencioso", debido a su carácter introspectivo y su tendencia a un segundo plano en las conferencias de prensa. A pesar de la imagen de "Beatle tranquilo", la mayoría de compañeros y amigos, como Eric Idle, miembro de Monty Python, aseguran que en las distancias cortas era muy hablador y dicharachero, contraponiéndose a la imagen que solía tener de él la prensa.
Durante el primer viaje de The Beatles a los Estados Unidos en febrero de 1964, Harrison recibió un nuevo modelo de guitarra, el "360/12", de la compañía Rickenbacker, eléctrica y con doce cuerdas, que comenzaría a tocar en futuros álbumes del grupo. Roger McGuinn, interesado en el sonido, adoptó como modelo propio el 360/12, dando lugar al sonido característico de las canciones de The Byrds.
Harrison escribió su primera canción, "Don't Bother Me", durante un día de convalecencia en cama, en 1963, con el fin de probar, como declararía posteriormente, "si era capaz de componer una canción". Aparece publicada en el álbum With the Beatles de 1963 y en su versión estadounidense, Meet the Beatles!, de 1964. Si bien para el siguiente álbum del grupo, Beatles For Sale, también había compuesto un tema, este fue descartado, olvidando la composición hasta que contribuyera al álbum Help! con los temas "I Need You" y "You Like Me Too Much".
Harrison fue el cantante de todas las canciones compuestas por él en su etapa con The Beatles. Asimismo, también cantó temas de otros artistas, incluyendo "Chains" y "Do You Want to Know a Secret" en Please Please Me, "Roll Over Beethoven" y "Devil In Her Heart" en With the Beatles, "I'm Happy Just to Dance With You" en A Hard Day's Night, y "Everybody's Trying To Be My Baby" en Beatles For Sale.
Un importante punto de inflexión en su carrera musical tuvo lugar durante la gira americana de 1965, en la que David Crosby, de The Byrds, introdujo a Harrison en la cultura india a través de la música de Ravi Shankar. Muy pronto quedó fascinado con el especial sonido de su música, permitiendo la lenta introducción de la misma en la cultura occidental. Tras comprar un sitar poco después de dar por finalizada la gira de 1965 fue, antes que Dave Davies, guitarrista de The Kinks, uno de los primeros músicos de la cultura pop en introducir el instrumento en un álbum de estudio, en la canción "Norwegian Wood (This Bird Has Flown)", del álbum Rubber Soul.

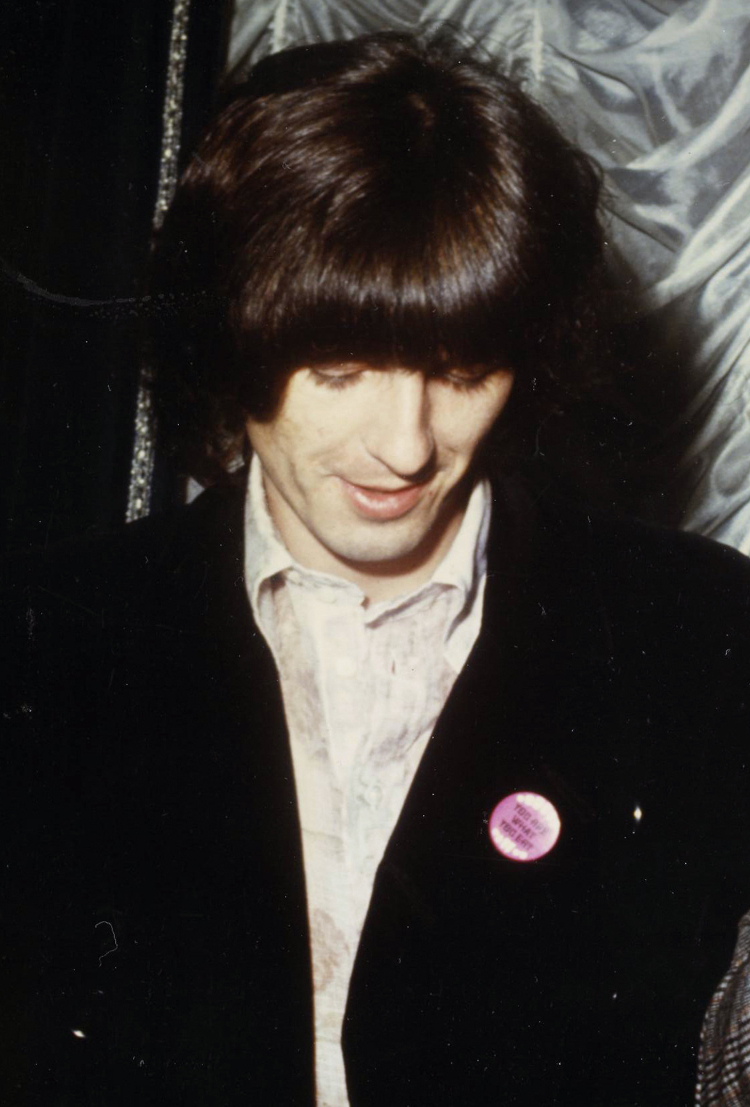
Harrison en la entrega de los Golden Apple Award, 31 de octubre de 1968

Otro importante momento de su vida tuvo lugar durante el rodaje de la película Help! en las islas Bahamas, al entregarle un hindú un libro sobre la reencarnación. También por aquel tiempo mantuvo una decisiva correspondencia con Joan Mascaró tras leer la versión de los Upanishads de aquel traductor mallorquín. El uso de psicodélicos lo alentó en su recorrido hacia la meditación y el hinduismo. Su interés por la cultura hindú se expandiría formalmente al abrazar el hinduismo. En una peregrinación con su mujer Pattie a la India entre la última gira de The Beatles en 1966 y el inicio de las grabaciones de Sgt. Pepper's Lonely Hearts Club Band, Harrison tomó lecciones de sitar, conoció a varios gurús y visitó sitios sagrados, acercándose así a la cultura oriental. Poco después, de vuelta a Inglaterra, conoció a Maharishi Mahesh Yogi, a quien presentó al resto del grupo para iniciar unos ejercicios de meditación transcendental que tendría lugar a comienzos de 1968 en Rishikesh.
En el verano de 1969, produjo el sencillo "Hare Krishna Mantra", interpretado por devotos del templo londinense de Radha-Krishna. Ese mismo año, él y John Lennon conocieron a A.C. Bhaktivedanta Swami Prabhupada, fundador de la Sociedad Internacional para la Conciencia de Krishna (ISKCON). Poco después, Harrison abrazaría la tradición Hare Krishna, en particular el canto del mantra usado como meditación privada y llamado japa-mala, similar al rosario en la tradición católica.
A medida que transcurría el tiempo, las composiciones de Harrison fueron haciéndose más notables, pasando de un segundo plano a competir con las composiciones de Lennon y McCartney en materia de calidad. Entre 1963 y 1970, los temas compuestos por George Harrison fueron: Don't Bother Me, I need you, You like me Too Much, "If I Needed Someone", "I Want to Tell You", "Think For Yourself", "Taxman" (que abría el álbum Revolver), "Within You Without You", "Blue Jay Way", "Only a Northern Song", "It´s All Too Much", "Love You To", "Old Brown Shoe", "I Need You", "While My Guitar Gently Weeps" (con Eric Clapton en la guitarra), "Piggies", "Long, Long, Long", "Savoy Truffle", "Something", "The Inner Light", "Here Comes the Sun", "I Me Mine" y "For You Blue".
Los roces entre Harrison, Lennon y McCartney comenzaron a hacerse patentes a partir de la muerte de Brian Epstein, mánager del grupo, y en especial desde las sesiones de grabación de The Beatles, llegando a intentar dejar el grupo en aquel momento. Entre 1967 y 1969, McCartney expresó en más de una ocasión su insatisfacción con la forma de tocar de Harrison. Las tensiones entre ambos quedan patentes durante los ensayos del proyecto Get Back en los estudios Twickenham, que acabara por editarse como el documental Let It Be, donde Harrison acaba por decir con sorna: "Bien, no me importa. Tocaré lo que quieras que toque o no tocaré nada si no quieres que toque nada. Todo lo que sea por complacerte, lo haré". Descontento con las pobres condiciones en las que se desarrollaban las sesiones y aletargado por las horas de trabajo, Harrison acabará por abandonar el grupo el 10 de enero, si bien retornará a su trabajo el 22 del mismo mes, tras dos reuniones de negocios.
Las relaciones internas del grupo se tornaron más cordiales durante las sesiones de grabación de Abbey Road, en las que se incluyen las composiciones de Harrison "Something" y "Here Comes The Sun". "Something" ha sido reconocido como uno de los mejores trabajos de The Beatles tanto por Elvis Presley como por Frank Sinatra, quien declaró a McCartney que era una de sus canciones favoritas. La creciente productividad de Harrison al final de la vida de The Beatles le permitiría recopilar suficiente material para desarrollar una carrera musical en solitario bastante exitosa y larga, que daría comienzo a partir de la última sesión junto al resto del grupo el 4 de enero de 1970, con casi 27 años.

## Después de The Beatles (1970-2001)

### 1970-1980
Tras la disolución de The Beatles en 1970, y tras años opacado por las sombras de Lennon y McCartney, publicó gran parte del material que había acumulado durante los últimos años en su proyecto más loado por la crítica, All Things Must Pass, su primer álbum (triple).
All Things Must Pass supuso una entrada triunfal para la carrera musical en solitario de Harrison, acallando así las voces discrepantes que auguraban una mala carrera para él. Junto al álbum John Lennon/Plastic Ono Band de John Lennon, Ram de Paul McCartney y Ringo  de Ringo Starr, All Things Must Pass es considerado uno de los álbumes más trabajados por un Beatle en su carrera en solitario.
El álbum, que alcanzó el puesto #1 en las listas de éxitos británicas y estadounidenses, incluía los sencillos de éxito "My Sweet Lord" e "Isn't It a Pity", así como "What Is Life", que entró entre los diez primeros puestos. Años después, Harrison sería demandado debido a una violación de derechos de autor en "My Sweet Lord", donde supuestamente imita el sencillo de The Chiffons "He's So Fine". Si bien Harrison negó la acusación, acabó perdiendo el juicio en 1976. Durante el mismo, la corte había aceptado la posibilidad de que Harrison hubiera "copiado subconscientemente" el éxito de The Chiffons como base de su propia canción, lo que utilizó para mofarse del tribunal en su tema "This Song", publicada en el álbum Thirty Three & 1/3. Las disputas por los derechos de autor continuaron en la década de los 90, con el antiguo mánager de The Beatles Allen Klein denunciando a Harrison tras comprar Bright Tunes, la compañía que poseía los derechos de autor de "He's So Fine". Finalmente, Harrison acabaría poseyendo los derechos de ambos temas.
Algo importante a destacar de Harrison fue su cercanía con el movimiento "Hare Krishna" y su fundador "Bhaktivedanta Swami Prabhupada", relación que se evidencia tanto en aspectos de su vida personal como en su música, siendo muestra de ello la producción de "The Radha Krsna Temple" y su álbum de estudio lanzado en 1973 "Living in the Material World".
Harrison fue, asimismo, el primer músico en organizar un concierto benéfico. Su Concert for Bangla Desh el 1 de agosto de 1971 reunió a cerca de cuarenta mil personas en torno a dos espectáculos organizados en el Madison Square Garden de Nueva York con el fin de recaudar fondos para paliar el hambre y la miseria de los refugiados en la antigua Pakistán Oriental, hoy en día Bangladés. Ravi Shankar abrió el concierto, que incluía a artistas de la envergadura de Eric Clapton, Bob Dylan, Jim Keltner, Billy Preston, Leon Russell, Ringo Starr y Klaus Voormann. Desafortunadamente, problemas con los impuestos y gastos cuestionables ensombrecieron la leyenda del mismo. En octubre de 2005, Apple Corps. reeditó el concierto en CD y DVD, siendo el dinero recaudado por las ventas destinado a UNICEF.
De forma adicional a su propio trabajo, Harrison escribió dos temas para Ringo Starr, "It Don't Come Easy" y "Photograph", y además apareció en el álbum Imagine de John Lennon, así como en los temas "You're Breakin' My Heart" de Harry Nilsson, "Day After Day" de Badfinger, "That's The Way God Planned It" de Billy Preston y "Basketball Jones" de Cheech & Chong.
El siguiente álbum de Harrison, Living in the Material World, sería publicado en 1973. Su primer sencillo, "Give Me Love (Give Me Peace on Earth)" le brindaría su segundo #1 en Estados Unidos, mientras "Sue Me Sue You Blues" serviría de mofa al proceso judicial que estaba desarrollando McCartney para disolver de forma oficial The Beatles. Con un sonido más intimista y una lírica más espiritual y filosófica, el álbum se mantuvo en el primer puesto de las listas de éxitos estadounidenses durante cinco semanas. En septiembre de 2006, una reedición del álbum con "Deep Blue" y "Miss O'Dell" como temas extra, así como con DVD, alcanzaría el puesto #38 del Billboard Pop Catalog Chart.

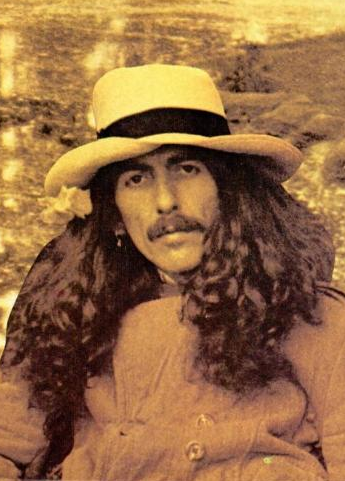
Harrison en un anuncio del álbum Dark Horse en diciembre de 1974

En 1974, publicó Dark Horse, al tiempo que daba inicio a una gira por los Estados Unidos. La gira fue duramente criticada por la duración del acto principal, a cargo de Ravi Shankar, y por la voz ronca de Harrison debida a una laringitis. Aun así, el álbum alcanzó el puesto #5 en las listas de éxitos estadounidenses, si bien las críticas desfavorables y el poco interés suscitado provocarían que Dark Horse no entrara en las listas de éxitos británicas. El sencillo "Dark Horse" alcanzaría el puesto #15 en las listas de Billboard.
Ante el periodo de preparación para la gira estadounidense, abrió oficinas en La Brea Avenue de Los Ángeles para su futuro sello discográfico, Dark Horse Records. Al abrir esta nueva división, trabajó en conjunto con A&M Records en donde trabajaba su futura esposa, Olivia Trinidad Arias. Establecieron primero una relación por teléfono, teniendo en común muchas cosas, entre ellas la pasión por la meditación y la cultura india. Poco después Olivia se cambió a trabajar en el sello junto a Terry Doran de Apple y Jack Oliver. Teniendo una relación oficial a partir de 1974, fue su acompañante en la gira Dark Horse Tour. Harrison estaba pasando por una vida de adicción desde algunos años antes, y dice haber sido salvado de esta vida por ella. Tomando la decisión de poner su vida en orden.
Su último álbum de estudio bajo el sello Apple, Extra Texture (Read All About It), fue publicado en 1975, del cual se extrajeron dos sencillos: "You", que alcanzó el Top 20 de las listas de Billboard, y "This Guitar (Can't Keep From Crying)", que supuso el último sencillo editado por Apple y el primer sencillo de un Beatle que no entró en las listas estadounidenses.
Tras la salida de John Lennon, George Harrison y Ringo Starr del sello EMI (Paul McCartney permanecería en él hasta que en 2007 fichara por Hear Music), la compañía discográfica tuvo libertad para editar el trabajo del grupo y de sus componentes en solitario en un mismo álbum, utilizando a Harrison como experimento en The Best of George Harrison, en la que se combinaban sus éxitos compuestos en The Beatles y en solitario. Al mismo tiempo, Harrison se vio envuelto en problemas con la industria discográfica. Durante la grabación de su primer álbum en Dark Horse Records, Thirty Three & 1/3, Harrison se vio aquejado de hepatitis, retrasando su publicación e incumpliendo una cláusula del contrato firmado previamente con la distribuidora A&M. Tras ser denunciado, Warner Bros. Records se hizo cargo de la distribución de su sello, permitiéndole suficiente tiempo para recuperarse de la enfermedad y grabar el álbum.
Thirty Three & 1/3 supuso un considerable éxito tras sus dos álbumes anteriores, alcanzando el puesto #11 en las listas de éxitos estadounidenses. El primer sencillo, "This Song", supone una sátira del proceso judicial por el "plagio inconsciente" de "He's So Fine" de The Chiffons, mientras "Crackerbox Palace" sería posteriormente publicado como segundo sencillo.
Tras su matrimonio con Olivia Trinidad Arias y el nacimiento de su primer y único hijo Dhani Harrison, Harrison emprendería la grabación de su álbum epónimo, George Harrison, publicado en 1979 con los sencillos "Blow Away", "Love Comes To Everyone" y "Faster". Tanto el álbum como el primer sencillo alcanzaron el Top 20 en las listas de éxitos de Billboard.

### 1980-1990
En 1980, Harrison se convierte en el primer Beatle en escribir, una autobiografía, titulada I Me Mine. El publicista de The Beatles Derek Taylor le ayudó en la ardua tarea de escribir el libro, publicado inicialmente por Genesis Publications. Si bien la biografía de Harrison cuenta algunas anécdotas de su etapa con los Beatles, se centra en su mayoría en los hobbies del artista, desde la jardinería hasta la Fórmula 1.
Tras el asesinato de John Lennon el 8 de diciembre de 1980, Harrison sufrió una grave conmoción, debido en parte a su escaso contacto con Lennon y al enfado de este por no verse mencionado en su autobiografía. La muerte de Lennon forzó a Harrison a rodearse de medidas de seguridad en su mansión de Friar Park, en Henley-on-Thames. Poco después, modificó la letra de "All Those Years Ago", canción que había compuesto en un principio para Ringo y que posteriormente sirvió de tributo a Lennon en su álbum Somewhere in England. Con Ringo Starr en la batería y con Paul y Linda McCartney en los coros, tanto el álbum como el sencillo, publicados en 1981, recibieron buenas reseñas por parte de la crítica musical, alcanzando el puesto #2 en las listas de éxitos estadounidenses.

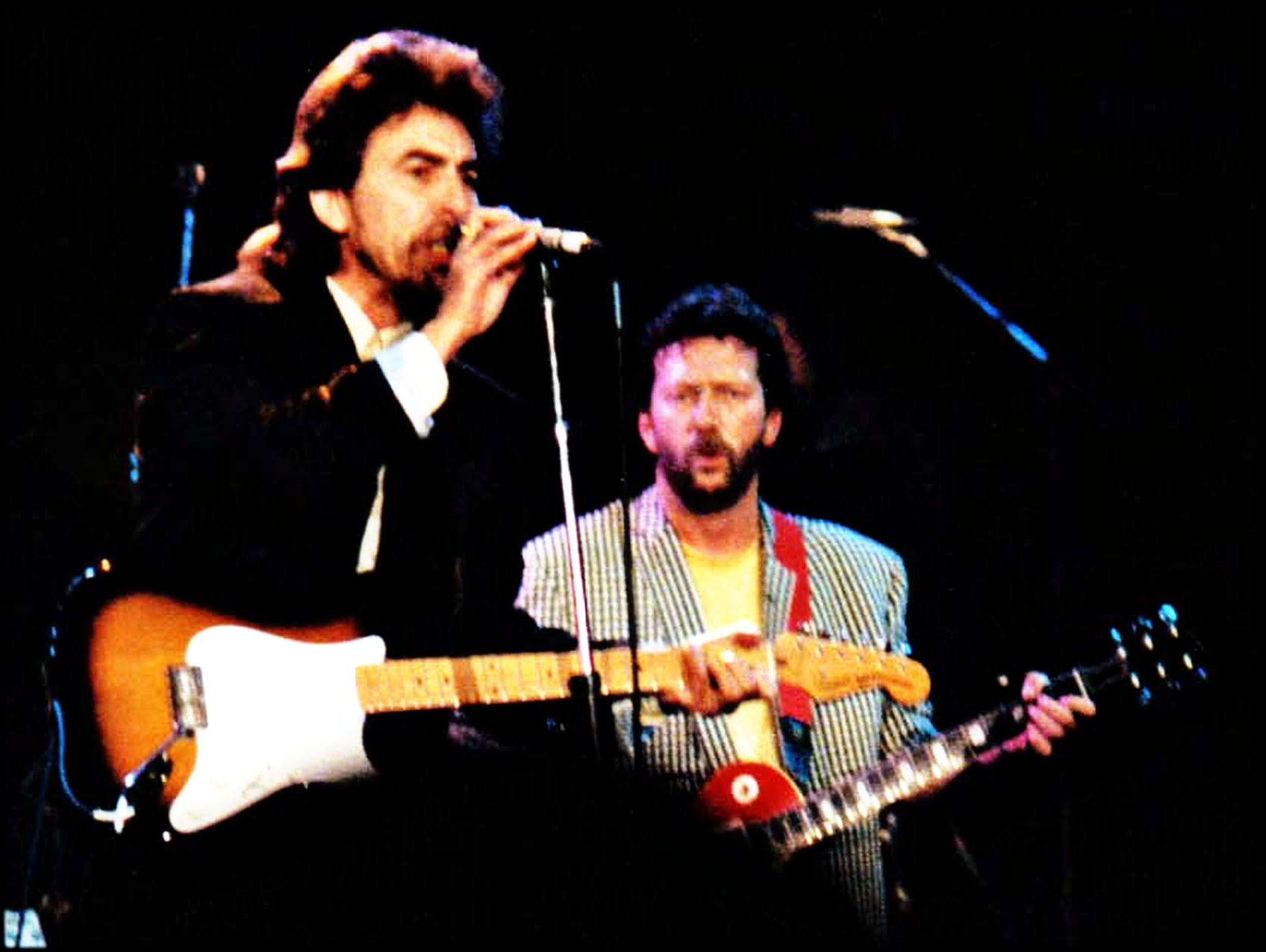
Harrison —izquierda— y Eric Clapton en una presentación para The Prince's Trust en 1987

Tras la publicación en 1982 de Gone Troppo, George Harrison se vio apartado del mundo de la música un total de cinco años para dar prioridad a otras aficiones. Durante este tiempo, aparecería públicamente en el especial Carl Perkins and Friends, con Ringo Starr y Eric Clapton entre los invitados, y grabaría una canción para la banda sonora de "Porky's Revenge" y el tema "I Don't Want To Do It" de Bob Dylan. 
En 1987, regresaría con Cloud Nine, uno de sus álbumes más loados por la crítica, producido por Jeff Lynne, alcanzando su tercer número #1 en Estados Unidos con el sencillo «Got My Mind Set on You».[cita requerida] Originalmente un tema de temática amorosa a la vez que sombría, compuesto por Rudy Clark e interpretado por James Ray, Harrison lo había descubierto en 1963, mientras se encontraba de visita en casa de su hermana en Benton (Illinois). Para la regrabación, aceleró el ritmo y omitió las partes más desesperanzadoras de la letra. Con ocasión del lanzamiento, se realizaron dos videos musicales: el primero lo protagonizó Alexis Denisof y la participación de Harrison es secundaria, mientras el segundo estuvo encabezado por el músico, en una parodia de la película Evil Dead II que lo muestra tocando la guitarra en una sala repleta de objetos inanimados que se mueven solos. Este fue su último sencillo en solitario y en vida que consiguió entrar en las listas musicales. "When We Was Fab", un tema retrospectivo de su etapa con The Beatles, supuso también un notable éxito. El álbum alcanzó el puesto #8 en las listas de éxitos estadounidenses y el #10 en las británicas, dando a Harrison su mejor resultado desde Living in the Material World.
Durante la grabación del tema "Handle With Care" reuniría en el garaje de Bob Dylan a Tom Petty, Jeff Lynne y Roy Orbison. Lo que en un primer momento sería la cara B del sencillo "This Is Love" acabaría convirtiéndose en la primera canción grabada por The Traveling Wilburys, al considerar la compañía discográfica que el tema era demasiado bueno para relegarlo a un segundo plano. El primer álbum del grupo, grabado en apenas dos semanas antes de que diera comienzo la gira de Bob Dylan, fue publicado en octubre de 1988 con el nombre de Traveling Wilburys Vol. 1 y con los nombres de los músicos ocultos tras seudónimos.
Una de las empresas desarrolladas por Harrison durante la época fue la productora cinematográfica Handmade Films, poco después de que EMI Films rechazara el proyecto La vida de Brian, de los Monty Python. Handmade Films financió el proyecto, dando inicio a un listado de películas producidas por la compañía de Harrison entre las que figuran Mona Lisa, Time Bandits, Shanghái Surprise y Withnail and I. En algunas de ellas, Harrison llegó incluso a realizar cameos, como en el caso de "Shanghái Surprise" como cantante de un club nocturno, y caracterizado como Mr. Papadopolous en La vida de Brian. Uno de los cameos más memorables fue como reportero en la parodia de The Beatles The Rutles, creada por Eric Idle. Pese a todo, Handmade Films entraría en quiebra debido a la mala administración y a las demandas que aquejaron las finanzas de Harrison.
A comienzos de 1989, George Harrison, Lynne y Starr participaron en la grabación del tema "I Won't Back Down", de Tom Petty, donde George toca la guitarra eléctrica. Ese mismo año tiene lugar la publicación del segundo recopilatorio de la carrera musical de Harrison, Best of Dark Horse 1976-1989, con los éxitos de su etapa bajo el sello Dark Horse Records. el álbum incluye dos temas grabados para la ocasión, "Poor Little Girl" y "Cockamamie Business", así como el tema de la banda sonora Lethal Weapon 2 "Cheer Down".

### 1990-2001
El primer año de la nueva década vería la luz el segundo álbum de Traveling Wilburys, Traveling Wilburys Vol. 3, a pesar de la muerte de Roy Orbison en 1988. Como sustituto, el grupo había pensado en Del Shannon, pero en febrero de 1990 el músico se suicidaría, truncando los planes de los demás componentes.
En 1991, Harrison emprendió por Japón y junto a Eric Clapton su primera gira desde 1974 llamada George Harrison–Eric Clapton 1991 Japan Tour, si bien aún tenía en mente el agrio recuerdo de aquel momento. Tras una docena de conciertos, en 1992 vería la luz el álbum Live in Japan, acreditado a George Harrison, Eric Clapton & Band. En octubre del mismo año, Harrison participaría en el concierto tributo a Bob Dylan en el Madison Square Garden de Nueva York interpretando tres canciones: "If Not for You", "Absolutely Sweet Marie" y "My Back Pages".
Entre 1994 y 1996, emprendió junto a Paul McCartney y Ringo Starr el proyecto Anthology, incluyendo la grabación de dos nuevas canciones de The Beatles a partir de demos caseros de finales de los 70 donde John Lennon tocaba el piano y cantaba. Asimismo, el proyecto incluía un recorrido visual por la carrera musical del grupo, con entrevistas a los tres miembros supervivientes. En 1996, grabaría y produciría junto a Carl Perkins el tema "Distance Makes No Difference With Love" para su álbum Go-Cat-Go.

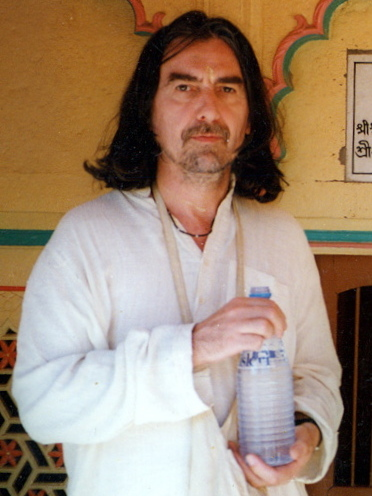
Harrison en Vrindavan en 1996

La última aparición de Harrison en televisión tendría lugar en 1997 para la promoción de Chants of india, una colaboración junto a su amigo y músico hindú Ravi Shankar. En el programa, Harrison interpretó, después de que un miembro del público le pidiera una "canción de The Beatles" y él respondiera "'creo que no conozco ninguna", "All Things Must Pass" y la futura "Any Road", canción que aparecería en 2002 en su álbum póstumo Brainwashed.
En enero de 1998, Harrison asistiría al funeral de su ídolo de juventud, Carl Perkins, en Jackson, Tennessee, donde interpretó una versión de la canción "Your True Love" durante la ceremonia.
A mediados de los 90, y debido en parte a su condición de fumador, Harrison libró una batalla contra el cáncer, siendo eliminado en sucesivas operaciones primero de la boca y posteriormente del pulmón.
El 30 de diciembre de 1999, Harrison vivió una secuela del asesinato de John Lennon al sobrevivir a un ataque de navaja en su propia mansión de Henley-on-Thames, propiciado por un intruso. Harrison y su mujer, Olivia, se enfrentaron al intruso y lo redujeron para posteriormente ser trasladado a dependencias policiales por la autoridad. Michael Abram, de 35 años, declaró que estaba poseído por el espíritu de Harrison y que era una misión concebida por Dios el matarle. Más tarde fue trasladado a un sanatorio mental. Tras el suceso, Harrison quedó relativamente traumatizado y limitó aún más sus apariciones públicas. En 2002 se le concedió a Abram libertad condicional autorizada por el Tribunal de Revisión de la Salud Mental.
En 2001, Harrison apareció como invitado en el álbum Zoom de Electric Light Orchestra, tocó la steel guitar en las canciones "Love Letters" para Bill Wyman's Rhythm Kings, remasterizó y restauró canciones de Traveling Wilburys y compuso una nueva canción, "Horse To The Water". La canción, que sería su última publicación en vida, fue grabada el 2 de octubre, dos meses antes de su muerte, y apareció en el álbum Small World, Big Band de Jools Holland.

## Fallecimiento
El cáncer de pulmón que sufría Harrison reapareció en 2001, con dos metástasis en el cerebro. Harrison se sometió a tratamientos agresivos en Suiza y en Nueva York, pero el 22 de noviembre los médicos le confirmaron su carácter terminal. Decidieron aplicar entonces tratamientos únicamente paliativos, que le permitiesen pasar sus últimos días en familia, con amigos y dar las últimas indicaciones de algunos proyectos a ser terminados por su hijo Dhani y su esposa Olivia. Organizó un último encuentro absolutamente privado con Paul y Ringo, de quienes pudo despedirse en paz, así como con su hermana Louise, con quien había tenido enfrentamientos en el pasado.
Harrison estaba preocupado por facilitar esos últimos días a su familia y evitar que su casa se convirtiese en un lugar de culto para melómanos. Por ello contrató al asesor Gavin de Becker, que le recomendó pasar sus últimos días en Los Ángeles. Olivia recordó que Paul McCartney poseía una villa en Hollywood Hills, Los Ángeles, y este se la ofreció de inmediato. Allí fue donde finalmente falleció, el 29 de noviembre de 2001, a la edad de 58 años. Su muerte fue atribuida al cáncer de pulmón que padecía y sus metástasis. Posteriormente fue incinerado, y si bien algunos medios afirmaron que sus cenizas habían sido depositadas en el río Ganges, no ha habido ninguna declaración familiar que lo certifique.
Tras la muerte de Harrison, su familia emitió el siguiente comunicado: "Abandonó este mundo como vivió: consciente de Dios, sin miedo a la muerte y en paz, rodeado de familiares y amigos". En ocasiones Harrison decía: "Todo lo demás puede esperar, pero la búsqueda de Dios no; ámense los unos a los otros".
Harrison y Aaliyah hicieron historia en las listas de éxitos británicas al convertirse, hasta la fecha, en dos números uno consecutivos tras el fallecimiento del artista, con el tema "More than a Woman" de Aaliyah alcanzando el primer puesto el 13 de enero de 2002 y la reedición de "My Sweet Lord" alzándose hasta lo más alto de las listas el 20 de enero de 2002.
El álbum póstumo de George Harrison, Brainwashed, fue completado por su hijo Dhani Harrison y Jeff Lynne y publicado el 18 de noviembre de 2002, recibiendo críticas positivas y alcanzando el puesto #18 en las listas de álbumes de Billboard. El promo "Stuck Inside a Cloud", fue radiado con frecuencia en las emisoras americanas, mientras el primer sencillo, "Any Road", publicado en mayo de 2003, alcanzó el puesto #37 en las listas de éxitos británicas.
En septiembre de 2021 la editorial Libros del Kultrum reedita en castellano su biografía ‘I Me, Mine’, obra de 1980 de la que solo se publicaron 2000 copias. En ella, Harrison cuenta alguna anécdota de su etapa musical en The Beatles pero sobre todo se centra en sus hobbies y en su tormentosa vida de artista. El músico describe sus angustias, admite sentirse “taponado” e “ignorado” por Lennon y McCartney y confiesa que “Los Beatles estaban condenados”. “Tu propio espacio, amigo. Es algo muy importante. Por eso estábamos condenados, porque no lo teníamos. Es lo que pasa con los monos en el zoológico. Se mueren. Sabes, todos necesitan que los dejen en paz”, escribe en dicho relato.

## Vida personal

Harrison y Pattie Boyd posando para la revista Hit Parader en octubre de 1966

Harrison contrajo matrimonio con la modelo Pattie Boyd, a la que conoció en el rodaje de la película A Hard Day's Night, el 21 de enero de 1966 en el registro civil de Esher, con Paul McCartney como testigo. George le habría dedicado la canción Something, aunque mucho después dijo haberla compuesto pensando en la música de Ray Charles, y que en definitiva era un tema de amor que podría haber sido dedicado a cualquiera.
A finales de los años 60, Eric Clapton se enamoró de Pattie, dejando patente su amor en la canción Layla. Poco tiempo después, Pattie Boyd abandonó a Harrison para casarse con Eric Clapton; sin embargo, ambos siguieron manteniendo una fuerte amistad; de hecho, en la boda de Eric con Pattie en 1979 George tocó con Paul McCartney y Ringo Starr.
El 2 de septiembre de 1978, Harrison contrajo matrimonio con Olivia Trinidad Arias. Poco tiempo después, nacería su primer y único hijo, Dhani Harrison, que guarda tal parecido a su padre que sirvió a Paul McCartney de anécdota en el Concert for George, diciendo al público: "Olivia me dijo que en este escenario parece que George permaneció joven mientras todos nosotros envejecimos", en referencia a Dhani.
La influencia que Olivia tuvo en su vida fue "calmante", dice haber sido salvado de una vida de adicción gracias a ella. A partir del año 1974 ella se convierte en la sujeto de numerosas canciones, a ella dedicadas, tales como "Beautiful Girl", "Dark Sweet Lady", y "Your Love is Forever", así como también una influencia de optimismo en sus discos; en honor a ella, se pone el apodo "Jorge Arias" en referencia a su nombre de soltera "Arias". Habitualmente ella también lo ayudaba en su proceso de composición de canciones. Ella influenció asimismo su interés en la cultura Mexicana, introduciéndolo al cine mexicano clásico. Harrison entonces se convirtió en un aficionado a Jorge Negrete y la música mexicana, agregando esta música a su Rockola.
Harrison era un gran admirador del grupo Monty Python, hasta tal punto que su productora cinematográfica Handmade Films fue fundada expresamente para dar financiación a la película de los Python La vida de Brian en la que el propio Harrison aparece fugazmente en una de las escenas de la parte final del filme junto a John Cleese.
Durante el rodaje, entabló una fuerte amistad con Eric Idle, miembro del grupo humorístico, que posteriormente realizaría la comedia All You Need Is Cash, en la que Harrison aparece como un reportero llamado Erik Manchester en una escena en la que se parodiaban los desmanes económicos que se produjeron en Apple, la compañía que fundó junto a sus tres compañeros de The Beatles. Idle apareció como invitado en el Concert for George, interpretando las canciones The Lumberjack Song y Sit On My Face junto al resto del grupo humorístico y al actor Tom Hanks.
Asimismo, Harrison se declaró un seguidor del grupo de rock en clave de humor Bonzo Dog Doo-Dah Band, que apareció en la película de The Beatles Magical Mystery Tour.
Una de las principales aficiones de Harrison fue la Fórmula 1. Antes incluso de ser músico, coleccionaba fotos de pilotos y de sus monoplazas. En más de una ocasión tuvo acceso a los paddocks del Gran Premio de Inglaterra en el Circuito de Silverstone, así como en otros circuitos. El tema "Faster", publicado en el álbum George Harrison, está dedicado a Jackie Stewart y a Niki Lauda. Asimismo, en The Beatles Anthology puede verse un póster del piloto brasileño de Fórmula 1 Ayrton Senna detrás de McCartney, Starr y Harrison mientras discuten acerca de algunos episodios de sus vidas.
Era propietario de un McLaren F1 y estaba tan obsesionado con este, a tal grado que prácticamente vivía en las instalaciones de McLaren Automotive en Woking mientras su coche estaba siendo construido. Harrison era amigo de Gordon Murray y ello le permitió conocer a todo el equipo de desarrollo, así como también conocer personalmente a los artesanos que ensamblarían su coche a mano. De igual manera, estaba obsesionado con el budismo e hinduismo, por lo que encargó que 14 símbolos hindúes fueran repartidos por todo del coche. Como extra, encargó un juego adicional de rines de magnesio en color negro mate.

## Premios y reconocimientos

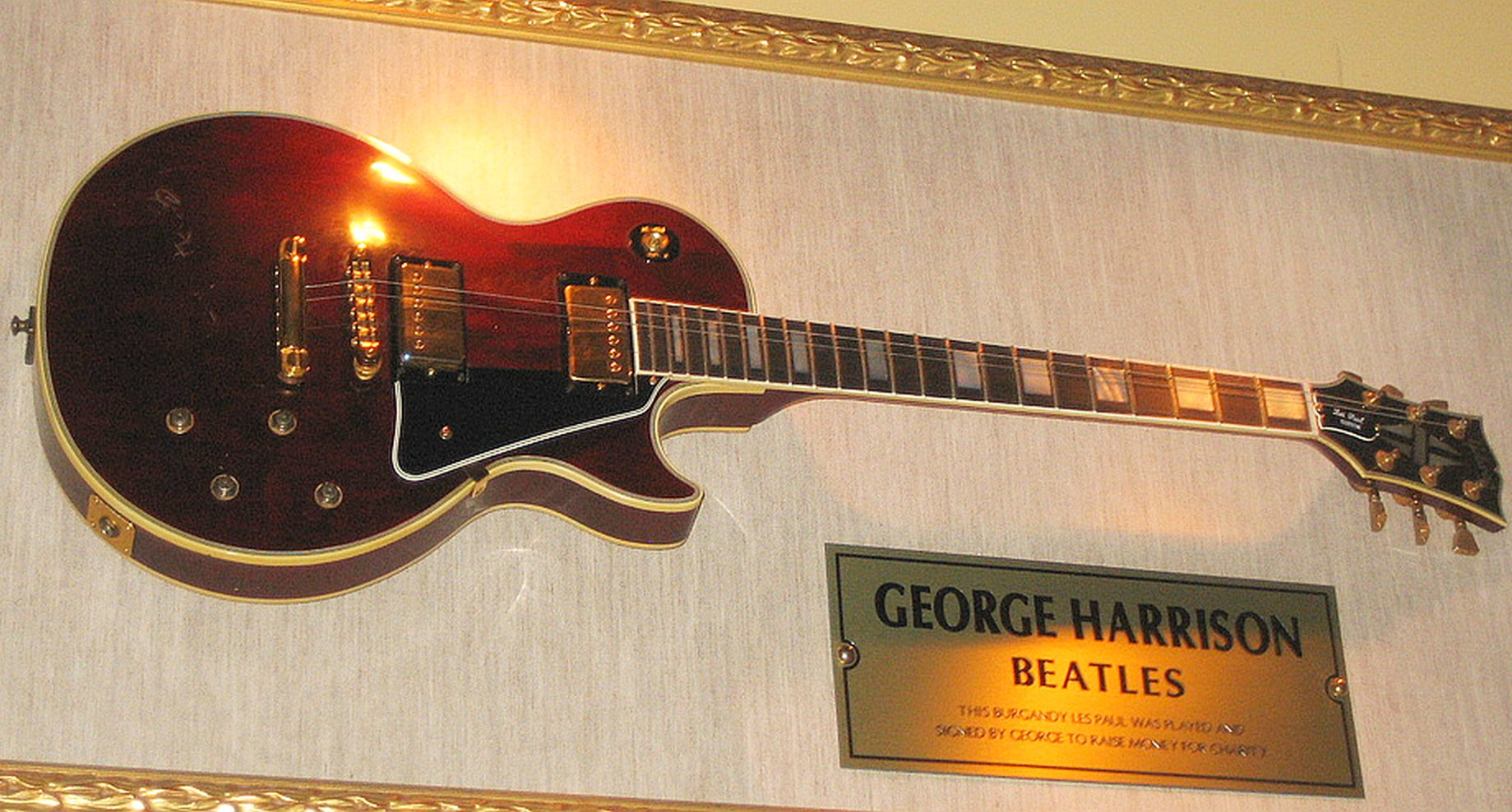
Guitarra de George en el Hard Rock Cafe de San Francisco (California).

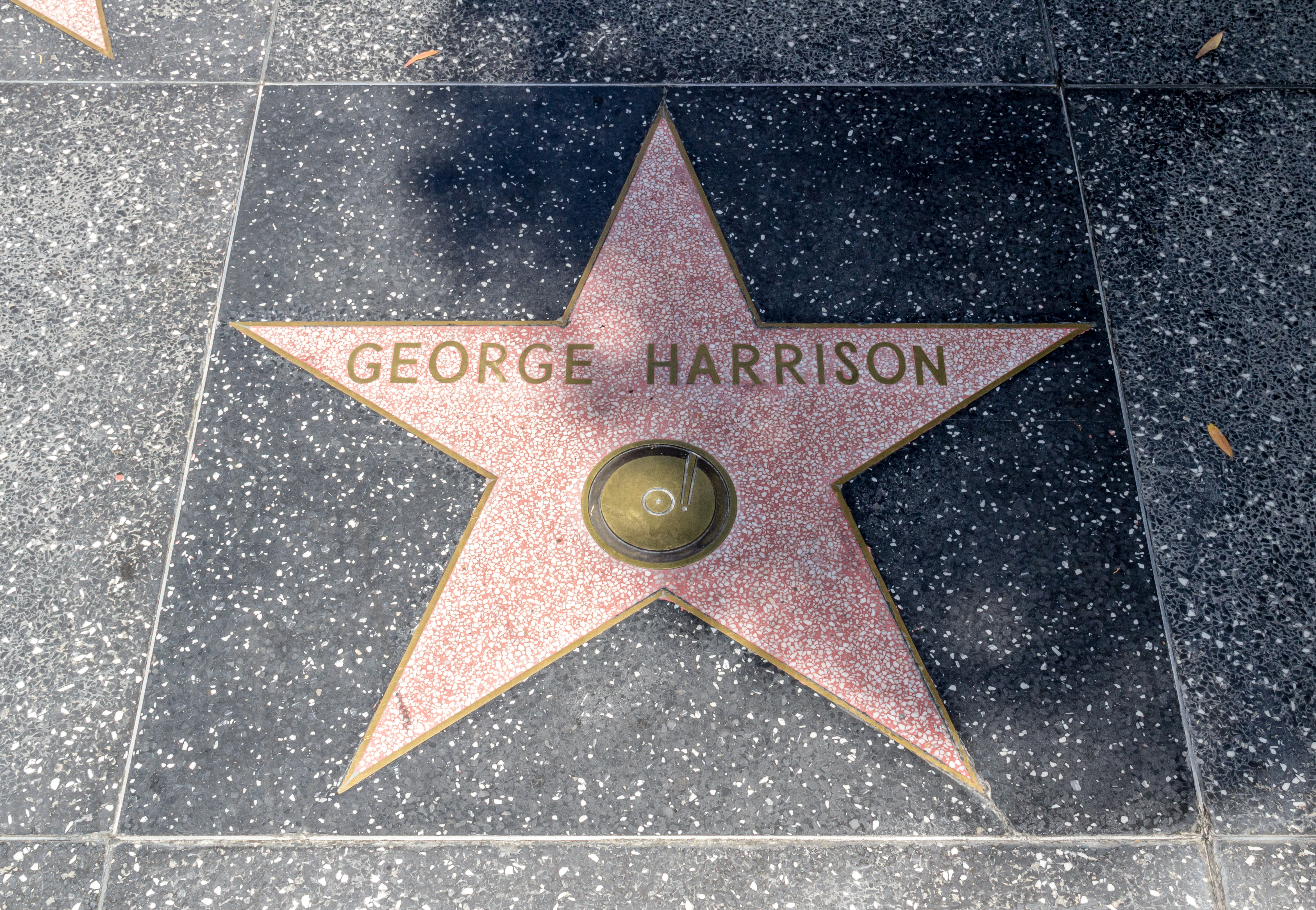
Estrella de George Harrison en el paseo de la fama de Hollywood de Los Ángeles, California, en 2012

El primer reconocimiento de Harrison tuvo lugar el 12 de junio de 1965, cuando Harrison y el resto de The Beatles fueron reconocidos como Miembros de la Orden del Imperio Británico, recibiendo una insignia de manos de la reina Isabel II en su investidura en el Palacio de Buckingham el 26 de octubre.
En 1970, The Beatles ganaron el Premio de la Academia del Cine por la mejor Canción Original del filme Let It Be. Cada Beatle recibió un Oscar.
El asteroide (4149) Harrison, descubierto el 9 de marzo de 1984 por B. A. Skiff en la Estación Anderson Mesa del Observatorio de Lowell, fue nombrado así en su honor.
Pocos días después de su fallecimiento, el episodio de The Simpsons "A Hunka Hunka Burns in Love" fue dedicado en su memoria. Previamente, Harrison había aparecido como invitado en el episodio "Homer's Barbershop Quartet".
El 29 de noviembre de 2002, conmemorando el primer aniversario de su muerte, McCartney, Starr, Eric Clapton, Tom Petty and the Heartbreakers, Jeff Lynne, Billy Preston, Joe Brown, Jools Holland, Sam Brown, Olivia Harrison y Dhani Harrison participaron junto a otros músicos en el Concert for George, celebrado en el Royal Albert Hall de Londres.
En él, McCartney tocó "Something" acompañado de un ukelele, contando como anécdota que cuando solía visitar a Harrison en su casa después de cenar, George solía sacar un ukelele y tocar alguna canción. Asimismo, McCartney, Clapton y Starr se reunieron por primera vez en la canción "While My Guitar Gently Weeps" desde que fue grabada en 1968. Los beneficios del concierto fueron cedidos a la organización The Material World Charitable Foundation que Harrison fundó en 1973.
En 2011 la revista Rolling Stone publicó una lista votada por un panel de reconocidos guitarristas y otros expertos, George Harrison obtuvo el puesto número 11 en la Lista de los 100 guitarristas más grandes de todos los tiempos.
Harrison fue incluido en el Salón de la Fama del Rock and Roll como artista en solitario el 15 de marzo de 2004 por sus compañeros en Traveling Wilburys Jeff Lynne y Tom Petty, y en el Salón de la Fama del Madison Square Garden el 1 de agosto de 2006 conmemorando el 35.º aniversario de The Concert for Bangladesh.
El legado musical y la vida de George Harrison fueron el tema principal de la revista Time en su publicación del 10 de diciembre de 2001, marcando la primera portada dedicada a una persona o a un tema en especial tras los atentados del 11-S.
El 14 de abril de 2009, la Cámara de Comercio de Hollywood homenajeó póstumamente a Harrison con una estrella en el paseo de la fama de Hollywood, ubicada frente al edificio de Capitol Records. Al evento asistieron su viuda Olivia, su hijo Dhani, su excompañero de banda Paul McCartney, Jeff Lynne, Tom Hanks, entre otros. Tras la ceremonia, EMI Records anunció la publicación de Let It Roll: Songs by George Harrison, un álbum recopilatorio de la carrera musical de Harrison.
En octubre de 2011 se estrenó George Harrison: Living in the Material World, un documental sobre la vida de Harrison dirigido por Martin Scorsese. Y luego en 2012 salió a la venta el álbum Early Takes Volume 1 el cual incluye demos y material inédito del artista.
En 2016 se publicó George Fest (A Night to Celebrate the Music of George Harrison), un álbum de versiones en directo grabadas en 2014 durante el concierto tributo organizado en el Fonda Theatre de Los Ángeles. El álbum contó con la participación de artistas como Brian Wilson, Al Jardine, Conan O'Brien o Dhani Harrison, hijo del músico.

## Guitarras
- Egmond: Classic Guitar
- Hofner President Acustic
- Hofner Club 40 model 244
- Resonet Futurama
- Gretsch 6128 Duo Jet
- Gibson J-160E
- Ramirez Clásica
- Gretsch 6122 Country Gentleman
- Gretsch 6119-62 Tennessee Rose
- Rickenbacker 425 Jet-glo
- Rickenbacker 360/12 Fire-glo
- Rickenbacker 360/12 Fire-glo "new style"
- Fender Stratocaster 'Rocky'
- Epiphone Casino
- Gibson SG Standard
- Gibson Jumbo J-200
- Fender Rosewood Telecaster[49][50]
- Gibson Les Paul Gold Top repintada de color Cherry (Lucy)
- Gibson ES-335

En solitario
- Zemaitis Custom acoustic 6 and 12 strings
- Hambur-Guitar
- Ukeleles

## Giras
- George Harrison and Ravi Shankar 1974 North American Tour
- George Harrison-Eric Clapton 1991 Japan Tour

## Discografía
La discografía de George Harrison, músico y compositor británico, consta de doce álbumes de estudio, dos álbumes en directo, cuatro álbumes recopilatorios, tres cajas recopilatorias, dos álbumes tributo y más de una treintena de sencillos. Su trabajo musical fue publicado entre 1968 y 1975 por Apple Records, y de 1975 en adelante por Dark Horse Records, compañía fundada por el propio Harrison.
Tras la separación de The Beatles, Harrison publicó All Things Must Pass, el primer disco en solitario de un miembro del grupo en alcanzar el primer puesto de la lista estadounidense Billboard 200. El álbum incluyó el sencillo «My Sweet Lord», que también alcanzó la primera posición en países como Estados Unidos, Canadá, Reino Unido, Alemania, Irlanda, Países Bajos, Noruega y Suecia, entre otros. A pesar de publicar con anterioridad una banda sonora instrumental, Wonderwall Music (1968), y un disco experimental, Electronic Sound (1969), el propio Harrison consideró All Things Must Pass como su primer disco en solitario.
Un año después organizó con Ravi Shankar The Concert for Bangladesh, el primer concierto benéfico en la historia del rock, a favor de las víctimas de la Guerra de Liberación de Bangladés. Coincidiendo con su periodo de mayor éxito, publicó dos años después Living in the Material World, junto con el sencillo «Give Me Love (Give Me Peace on Earth)», que alcanzó de forma simultánea el primer puesto de la lista de discos y de sencillos de los Estados Unidos. Sin embargo, sus dos siguientes trabajos, Dark Horse y Extra Texture, tuvieron un menor impacto comercial y una menor repercusión crítica.
Tras expirar su contrato con EMI, en 1975 fundó Dark Horse Records, compañía bajo la cual publicó sus trabajos en adelante. Entre la segunda mitad de la década de 1970 y la década de 1980 publicó trabajos como Thirty Three & 1/3, George Harrison, Somewhere in England y Gone Troppo con resultados comerciales alejados del comienzo de su carrera. Sin embargo, en 1987 volvió a obtener un número uno en los Estados Unidos con «Got My Mind Set on You», incluida en el álbum Cloud Nine. La grabación de Cloud Nine sentó las bases de Traveling Wilburys, un grupo en el que tocó con Roy Orbison, Bob Dylan, Jeff Lynne y Tom Petty y con el cual grabó dos discos, Vol. 1 y Vol. 3.
Harrison redujo su actividad musical durante la década de 1990. En 1992 publicó Live in Japan, un álbum en directo de su gira por Japón junto a Eric Clapton, y dos años después participó en el proyecto The Beatles Anthology junto a Paul McCartney y Ringo Starr. Después de que se le diagnosticara un cáncer de garganta en 1997, comenzó a grabar su último trabajo, Brainwashed, cuyo tema instrumental «Marwa Blues» ganó el Grammy a la mejor actuación instrumental en la 46ª edición de los premios. 
Harrison falleció el 29 de noviembre de 2001 en Los Ángeles, California a los 58 años. Antes de su muerte comenzó a supervisar la reedición de sus trabajos y llegó a reeditar All Things Must Pass en enero de 2001. Su viuda Olivia y su hijo Dhani continuaron reeditando su catálogo a lo largo de la siguiente década con cajas recopilatorias como The Dark Horse Years 1976-1992, Collaborations y The Apple Years 1968-75 y con tributos como Concert for George.

### Álbumes de estudio
| Álbum                             | Año  | Posición en listas        | Posición en listas      | Certificación |
| Álbum                             | Año  | Bandera de Estados Unidos | Bandera del Reino Unido | Certificación |
| --------------------------------- | ---- | ------------------------- | ----------------------- | ------------- |
| Wonderwall Music                  | 1968 | 49                        | -                       |               |
| Electronic Sound                  | 1969 | 191                       | -                       |               |
| All Things Must Pass              | 1970 | 1                         | 1                       | Platino (x6)  |
| Living in the Material World      | 1973 | 1                         | 2                       | Oro           |
| Dark Horse                        | 1974 | 4                         | -                       | Oro           |
| Extra Texture (Read All About It) | 1975 | 8                         | 16                      | Oro           |
| Thirty Three & 1/3                | 1976 | 11                        | 35                      | Oro           |
| George Harrison                   | 1979 | 14                        | 39                      | Oro           |
| Somewhere in England              | 1981 | 11                        | 13                      |               |
| Gone Troppo                       | 1982 | 108                       | -                       |               |
| Cloud Nine                        | 1987 | 8                         | 10                      | Platino       |
| Brainwashed                       | 2002 | 18                        | 29                      | Oro           |

## Premios
| Año  | Categoría                                             | Trabajo                                | Resultado |
| ---- | ----------------------------------------------------- | -------------------------------------- | --------- |
| 2022 | Mejor caja o paquete de edición especial limitada     | All Things Must Pass: 50th Anniversary | Ganador   |
| 2015 | Lifetime Achievement Award                            | Lifetime Achievement Award             | Ganador   |
| 2014 | Salón de la fama de los Premios Grammy                | All Things Must Pass                   | Ganador   |
| 2004 | Mejor interpretación instrumental de pop              | Marwa Blues                            | Ganador   |
| 2004 | Mejor interpretación vocal masculina de pop           | Any Road                               | Nominado  |
| 2004 | Mejor álbum vocal de pop                              | Brainwashed                            | Nominado  |
| 1994 | Mejor interpretación vocal de rock por un dúo o grupo | My Back Pages                          | Nominado  |
| 1990 | Mejor interpretación vocal de rock por un dúo o grupo | Traveling Wilburys Vol. 1              | Ganador   |
| 1990 | Álbum del año                                         | Traveling Wilburys Vol. 1              | Nominado  |
| 1989 | Mejor video musical conceptual                        | When We Was Fab                        | Nominado  |
| 1973 | Álbum del año                                         | The Concert for Bangladesh             | Ganador   |
| 1972 | Grabación del año                                     | My Sweet Lord                          | Nominado  |
| 1972 | Álbum del año                                         | All Things Must Pass                   | Nominado  |